# Delegace Evropské unie ve Spojených státech amerických
Delegace Evropské unie ve Spojených státech amerických reprezentuje Evropskou unii ve Spojených státech. Spolupracuje s diplomatickými a konzulárními misemi všech členských států EU. Nachází se na 2175 K Street, N.W., ve čtvrti West End ve Washingtonu, D.C.
Od března 2019 byl velvyslancem delegace EU Stavros Lambrinidis. V dubnu 2023 bylo oznámeno, že příští velvyslankyní bude litevská diplomatka Jovita Neliupšienėová, která se ujala funkce v lednu 2024.

## Role
Delegace Evropské unie představuje politiku EU vládě USA a Kongresu. Delegace rovněž analyzuje a podává zprávy o politické, sociální a ekonomické situaci v USA a jedná jako prostředník s dalšími mezinárodními organizacemi ve Washingtonu, D.C. Prostřednictvím spolupráce s politiky, médii, akademickou obcí, podnikatelskými kruhy a občanskou společností delegace zvyšuje povědomí o bodech zájmu EU a mezi širší americkou veřejností podporuje vztahy mezi EU a USA.
Delegace zastupuje EU ve věcech, kde se členské státy dohodly, že jejich zájmy budou zastupovány společně, například v oblasti cel a obchodu. Všechny konzulární záležitosti řeší jednotlivé členské státy. Delegace rovněž sponzoruje síť univerzitních programů věnovaných studiu Evropské unie.

## Historie
Evropská unie má stálé zastoupení ve Washingtonu, D.C. od roku 1954. Sloužilo jako první zámořská reprezentace EU. Od roku 1964 si EU rovněž udržuje kancelář v New Yorku, která nyní slouží jako delegace EU při OSN.

## Velvyslanci

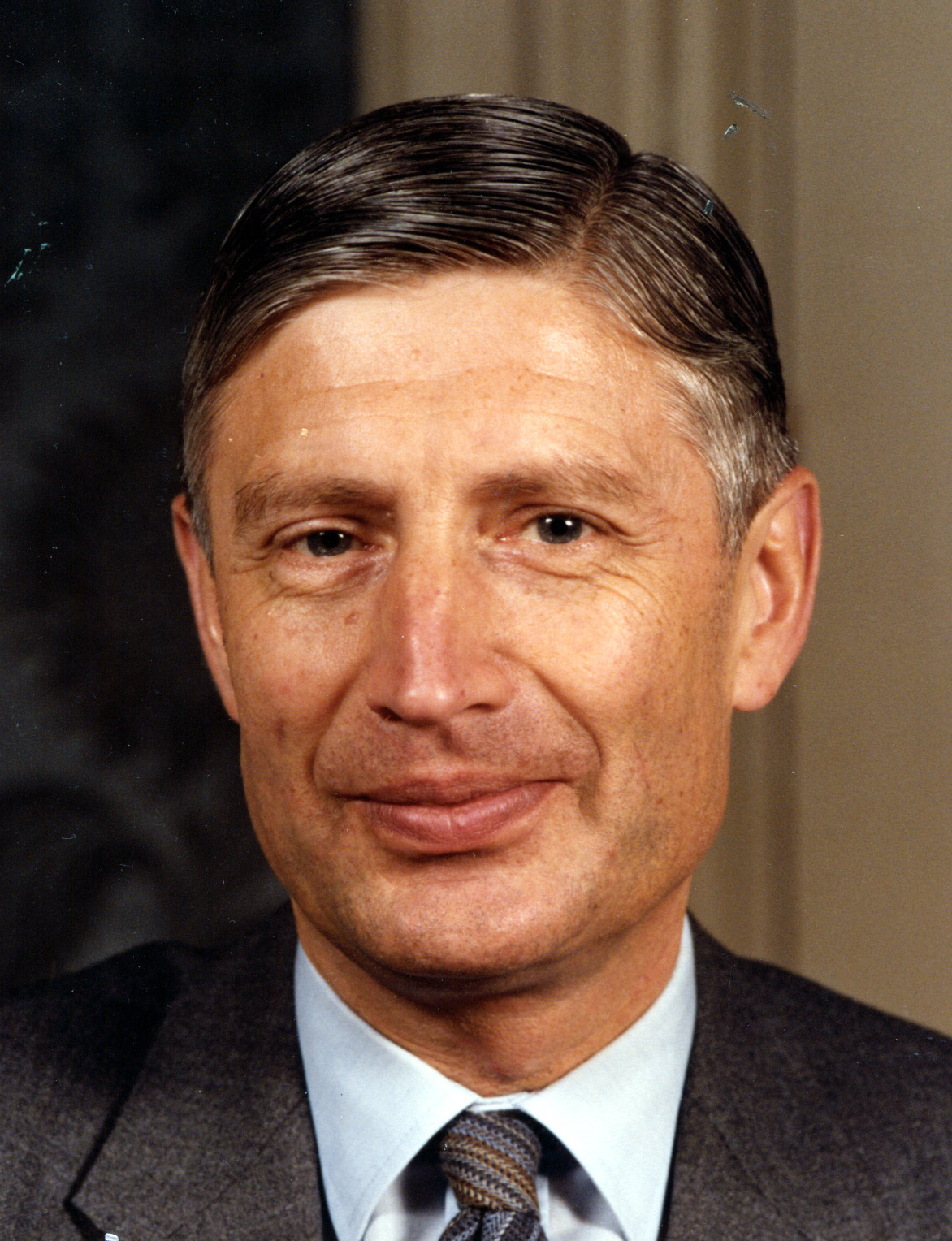
Dries van Agt, velvyslanec Evropské unie ve Spojených státech od 1. ledna 1989 do 1. dubna 1995.

Z bývalých velvyslanců delegace byli tři také předsedou vlády ve své zemi: Jens Otto Krag, Dries van Agt a John Bruton a jeden ministr zahraničí své země: Stavros Lambrinidis.
- Jovita Neliupšienėová –⁠⁠⁠⁠⁠ leden 2024 až současnost
- Stavros Lambrinidis –⁠⁠⁠⁠⁠ březen 2019 až prosinec 2023
- David O'Sullivan –⁠⁠⁠⁠⁠ listopad 2014 až březen 2019
- João Vale de Almeida –⁠⁠⁠⁠⁠ únor 2010 až listopad 2014
- Angelos Pangratis –⁠⁠⁠⁠⁠ říjen 2009 až únor 2010
- John Bruton (bývalý irský taoiseach) –⁠⁠⁠⁠⁠ listopad 2004 až říjen 2009
- Günter Burghardt –⁠⁠⁠⁠⁠ leden 2000 až listopad 2004
- Hugo Paemen –⁠⁠⁠⁠⁠ 1995 až 1999
- Dries van Agt (bývalý předseda vlády Nizozemska) –⁠⁠⁠⁠⁠ 1989 až 1995
- Sir Roy Denman –⁠⁠⁠⁠⁠ 1982 až 1989
- Roland de Kergorlay –⁠⁠⁠⁠⁠ 1981 až 1982
- Fernand Spaak (syn Paula-Henriho Spaaka) –⁠⁠⁠⁠⁠ 1977 až 1981
- Jens Otto Krag (bývalý předseda vlády Dánska) –⁠⁠⁠⁠⁠ 1974 až 1977
- Aldo Mario Mazio (první s titulem velvyslanec) –⁠⁠⁠⁠⁠ 1971 až 1974

## Oddělení velvyslanectví
Vedoucí/zástupce vedoucího delegace
- Slouží jako oficiální zástupce EU pro USA

Správa
- Poskytuje podpůrné služby pro zaměstnance delegace, budovy a rezidence
- Konzultuje s orgány v Evropské komisi a USA veškeré protokolové a správní záležitosti týkající se úředníků EU

Hospodářské a finanční záležitosti
- Sleduje a hodnotí ekonomickou výkonnost USA
- Spolupracuje s americkými orgány zabývajícími se ekonomickými, finančními a peněžními problémy

Bezpečnost potravin, zdraví a ochrana spotřebitele
- Usnadňuje vztahy s administrativou USA, Kongresem USA, průmyslem a spotřebiteli ve výše uvedených oblastech

Politika, bezpečnost a rozvoj
- Udržuje kontakt s americkou administrativou a Kongresem v oblasti zahraniční, bezpečnostní a rozvojové politiky, boje proti terorismu, spravedlnosti a vnitřních věcí a otázek týkajících se lidských práv

Tisk a veřejná diplomacie
- Zaměřuje se na zvyšování povědomí o EU v USA
- Udržuje kontakt s americkými médii a poskytuje jim informace a analýzy vývoje, pozic a statistik v EU
- Produkuje a distribuuje informační materiály, spravuje webové stránky delegace a vyřizuje dotazy veřejnosti
- Organizuje přednášky a kulturní akce

Věda, technologie a vzdělávání
- Udržuje vztahy s americkými úřady na federální a státní úrovni, výzkumnými univerzitami a národními laboratořemi
- Zpracovává informace pro Evropskou komisi v Bruselu a Lucemburku týkající se trendů ve vědě, technologii a vzdělávání

Obchod a zemědělství
- Monitoruje vývoj obchodu a regulací v USA
- Udržuje vztahy s americkou administrativou, Kongresem a nevládními organizacemi

Doprava, energie, životní prostředí a jaderné záležitosti
- Analyzuje politický, ekonomický a regulační vývoj v USA v oblasti dopravy, energetiky a životního prostředí

## Personál
Velvyslanec Stavros Lambrinidis, vedoucí delegace Evropské unie ve Spojených státech. V této funkci zastupuje předsedu Evropské komise Ursulu von der Leyen a předsedu Evropské rady Charlese Michela pod vedením vysokého představitele Evropské unie pro zahraniční věci a bezpečnostní politiku Josepa Borrella. Od roku 2011 má delegace přibližně 80 stálých zaměstnanců, z toho 30 úředníků.